# Battaglia delle aringhe
La battaglia delle aringhe è il nome acquisito da un'azione militare vicino alla città di Rouvray, in Francia, a nord di Orléans, che ebbe luogo il 12 febbraio 1429 durante la battaglia di Orléans. Il contesto immediato della battaglia fu un tentativo da parte delle forze francesi, guidate dal Bastardo d'Orléans e da Carlo I di Borbone, conte di Clermont, di intercettare e dirottare un convoglio di rifornimenti, organizzato per rifornire gli inglesi che assediavano la città di Orléans dall'ottobre precedente. I francesi erano aiutati da un contingente scozzese capeggiato dal Conestabile di Scozia, Sir John Stuart di Darnley.
Il predetto convoglio era condotto da Sir John Falstof ed era stato allestito a Parigi, da dove era partito poco tempo prima. Secondo Régine Pernoud, lo stesso era composto da "300 carri e vagoni, carichi di frecce, cannoni e palle di cannone - ma anche di barili di aringhe". Il pescato era stato inviato in occasione dell'approssimarsi della quaresima, periodo di astensione dal consumo di carne. Da ciò derivò il nome, in qualche modo insolito, del fatto d'arme.

## La battaglia
L'effettivo campo di battaglia fu una pianura presso Rouvray. L'esercito francese, forte di circa 4000 uomini, affrontò quello inglese, numericamente inferiore. La Hire e Jean Poton de Xaintrailles intercettarono l'avanguardia della spedizione, costringendo gli inglesi a schierarsi in posizione difensiva accostando i vagoni del convoglio e realizzando con essi una fortificazione, rinforzata da rigidi pali aguzzi onde prevenire le cariche della cavalleria francese, com'era loro costume (una tattica che era stata impiegata con grande successo nella battaglia di Agincourt).
Il conte di Clermont, tuttavia, tardò ad arrivare sul luogo della battaglia e proibì ogni azione militare nel frattempo (Pernoud riferisce che "Clermont mandò messaggi su messaggi che proibivano ogni attacco"). Gli Inglesi, assediati, erano frattanto colpiti dalle colubrine francesi. Il Conestabile John Stuart, impaziente, intraprese ugualmente l'assalto contro la formazione inglese, trascinando con sé le forze del Bastardo d'Orléans. Gli scozzesi ed i francesi furono decimati dagli arcieri e dai balestrieri inglesi, che tiravano da dietro il riparo dei loro carri.
Il conte di Clermont, vedendo profilarsi una sconfitta, si ritirò insieme al grosso delle forze.
A questo punto gli inglesi, notando che le rimanenti forze francesi erano lente ad unirsi all'attacco scozzese, organizzarono un contrattacco. Colpirono quindi il retro ed i fianchi delle disorganizzate forze franco-scozzesi mettendole in fuga; i pochi sopravvissuti ripararono dentro le mura di Orléans. A proteggere la ritirata rimasero solo La Hire e Xaintrailles, alla testa di una sessantina di uomini. Francesi e scozzesi persero circa 400 soldati, incluso Sir John Stuart. Tra i feriti ci fu lo stesso Bastardo d'Orléans, che più tardi avrebbe avuto un ruolo cruciale al seguito di Giovanna d'Arco nell'assedio di Orléans e nella consecutiva campagna della Loira.

## Conseguenze ed importanza della battaglia
Subito dopo la battaglia, il 18 febbraio, il conte di Clermont lasciò Orléans con circa 2000 soldati seguito da vari capitani, tra cui persino l'accanito La Hire, indifferente alle rimostranze del Bastardo d'Orléans, che rimase il solo a difendere la città. I cittadini incaricarono quindi Jean Poton de Xaintrailles ed un manipolo di borghesi di un'ambasceria a Filippo il Buono; la città sarebbe rimasta neutrale per tutta la durata del conflitto, sotto la sua protezione, entrando a far parte dei possedimenti della Borgogna; in cambio, le forze anglo-borgognone avrebbero dovuto liberarla dall'assedio che la stringeva.
Al duca si prospettava la possibilità di prendere la città senza colpo ferire, pertanto chiese l'autorizzazione di accettare la proposta al duca di Bedford, reggente d'Inghilterra. La risposta fu negativa; gli Inglesi intendevano conquistare il crocevia della Loira e mantenerlo saldamente, non per mano di un vassallo. Il duca Filippo si piegò a questa decisione e rifiutò l'offerta di Xaintrailles. Il Bastardo d'Orléans, che credeva ancora e nonostante tutto di poter resistere all'assedio, vide allontanarsi la sconfitta. La battaglia delle aringhe fu l'azione militare più significativa nell'intervallo di tempo che intercorre dall'inizio dell'assedio di Orléans (ottobre 1428) fino al maggio dell'anno successivo, allorquando entrò in scena Giovanna d'Arco.
In ogni modo, fu un disastro dalla parte francese ed una vittoria tanto inaspettata quanto importante dal punto di vista anglo-borgognone: la paura e la fame, ormai erano padrone della città. I contadini non potevano più assicurare il cibo necessario, i capitani e le loro compagnie abbandonavano il luogo e, dopo il disperato tentativo dell'ambasceria guidata da Jean Poton de Xaintrailles, la capitolazione di Orléans sarebbe stata solo questione di tempo. Il Bastardo d'Orléans inviò nascostamente nuovi messaggeri al Delfino Carlo per sollecitare nuovi aiuti, truppe e viveri, per aiutarlo a salvare la città ed i suoi 30000 abitanti.
Tuttavia, gli aiuti richiesti giunsero solo il 29 aprile, portati da un'armata alla cui testa era una ragazzina che si faceva chiamare Giovanna la Pulzella, partita da Vaucouleurs il 22 febbraio 1429. Si dice che l'evento ebbe un ruolo importante nel convincere Robert de Baudricourt, a Vaucouleurs, ad accogliere la richiesta di Giovanna d'essere condotta a Chinon. La vicenda vuole che fu in quel giorno, il 12 febbraio 1429, che avvenne l'incontro decisivo di Giovanna con Baudricourt, in cui ella gli annunciò che "l'esercito del Delfino aveva subito una grave sconfitta presso Orléans". Quando diversi giorni dopo le notizie della battuta d'arresto delle operazioni militari vicino Rouvray raggiunsero Vaucouleurs, Baudricourt accettò di organizzare il viaggio dell'eroina a Chinon, dal Delfino di Francia.